# Alekszandr Ivanovics Lazutkin
Alekszandr Ivanovics Lazutkin (oroszul: Александр Иванович Лазуткин) (Moszkva, 1957. október 30. –) szovjet/orosz űrhajós.

## Életpálya
1981-ben a moszkvai Repüléstechnikai Egyetemen repülőgép-mérnöki diplomát szerzett. Kutató-mérnökként az NPO Energia intézetben dolgozott. 1992. március 3-tól részesült űrhajóskiképzésben. Összesen 184 napot, 22 órát és 7 percet töltött a világűrben. Űrhajós pályafutását 2007. november 22-én fejezte be. 2011-től az űrhajózási emlékmúzeum  igazgatója.

## Űrrepülések
Szojuz TM–25 1997. február 10-én mérnök-pilótaként, második hosszú távú szolgáltra indult a Mir űrállomásra. 1997. augusztus 14-én tért vissza a Földre.

## Tartalék személyzet
- Szojuz TM–23 mérnök-pilóta
- Szojuz TMA–1 mérnök-pilóta

## Kitüntetések
- Az Oroszországi Föderáció hőse kitüntetés tulajdonosa.